# ヴァイヴをちょうだい
「ヴァイヴをちょうだい」(英:Vibeology)は、ポーラ・アブドゥルの楽曲。2枚目のスタジオ・アルバム『スペルバウンド』からの4枚目のシングルカットとしてリリースされた。

## 解説
本曲は本人出演のWOWOWのCMソングに起用され、ミュージック・ビデオもWOWOWの協力により制作されている。また、WOWOWは翌年の「Under My Spell Tour」における初来日公演のメインスポンサーを務めている。
同年のMTV Video Music Awardsに出演した際はこの曲が披露された。

## 収録曲
来日記念盤CDシングル
1. ヴァイヴをちょうだい (キース・コーエン・ハウス・ミックス)
2. ブロウイング・キッシィズ・イン・ザ・ウィンド
3. ザ・プロミス・オブ・ア・ニュー・ディ (エクステンディッド・クラブ・ミックス)
4. あふれる想い (ダブ・ミックス)

## チャート
| 国別チャート (1991–1992年)                             | 最高位 |
| ------------------------------------------------------ | ------ |
| オーストラリア (ARIA)                                  | 63     |
| ベルギー (Ultratop 50 Flanders)                        | 30     |
| カナダ トップシングルス (RPM)                          | 19     |
| カナダ / シングル小売 (The Record)                     | 7      |
| カナダ / コンテンポラリー・ヒット・ラジオ (The Record) | 4      |
| ヨーロッパ (Eurochart Hot 100)                         | 40     |
| ヨーロッパ (European Dance Radio)                      | 3      |
| アイルランド (IRMA)                                    | 29     |
| オランダ (Dutch Top 40)                                | 13     |
| オランダ (Single Top 100)                              | 20     |
| ニュージーランド (Recorded Music NZ)                   | 50     |
| スイス (Schweizer Hitparade)                           | 31     |
| UK シングルス (OCC)                                    | 19     |
| UK / ダンス・チャート (Music Week)                     | 16     |
| US Billboard Hot 100                                   | 16     |
| US Dance Club Songs (Billboard)                        | 17     |
| US Dance Singles Sales (Billboard)                     | 2      |